# Promozione Campania-Molise 1977-1978
Nella stagione 1977-1978 la Promozione era il quinto livello del calcio italiano (il massimo livello regionale). Qui vi sono le statistiche relative al campionato in Campania e in Molise.
Il campionato è strutturato in vari gironi all'italiana su base regionale, gestiti dai Comitati Regionali di competenza. Promozioni alla categoria superiore e retrocessioni in quella inferiore non erano sempre omogenee; erano quantificate all'inizio del campionato dal Comitato Regionale secondo le direttive stabilite dalla Lega Nazionale Dilettanti, ma flessibili, in relazione al numero delle società retrocesse dal Campionato Interregionale e perciò, a seconda delle varie situazioni regionali, la fine del campionato poteva avere degli spareggi sia di promozione che di retrocessione.

## Girone A

### Squadre partecipanti
| Club                   | Città (provincia)       | Stadio | Stagione precedente |
| ---------------------- | ----------------------- | ------ | ------------------- |
| Pol. Acerrana          | Acerra (NA)             |        |                     |
| S.S. Aesernia Calcio   | Isernia                 |        |                     |
| U.S. Cervinara         | Cervinara (AV)          |        |                     |
| U.S. Frattese          | Frattamaggiore (NA)     |        |                     |
| U.S. Maddalonese       | Maddaloni (CE)          |        |                     |
| U.S. Marcianise        | Marcianise (CE)         |        |                     |
| A.C. Melito            | Melito di Napoli (NA)   |        |                     |
| Pol. Mondragonese      | Mondragone (CE)         |        |                     |
| A.C. Montesarchio      | Montesarchio (BN)       |        |                     |
| S.S. Pomigliano        | Pomigliano d'Arco (NA)  |        |                     |
| A.S. Portico           | Portico di Caserta (CE) |        |                     |
| U.S. Sant'Anastasia    | Sant'Anastasia (NA)     |        |                     |
| U.S. Spiezia           | San Vitaliano (NA)      |        |                     |
| Sporting Club Aversa   | Aversa (CE)             |        |                     |
| U.S. Succivo           | Succivo (CE)            |        |                     |
| S.S. Virtus Afragolese | Afragola (NA)           |        |                     |

### Classifica finale
|  | Pos. | Squadra              | Pt | G  | V | N | P | GF | GS | DR |
|  | ---- | -------------------- | -- | -- | - | - | - | -- | -- | -- |
|  | 1.   | Frattese             | 46 | 30 |   |   |   |    |    |    |
|  | 2.   | Melito               | 45 | 30 |   |   |   |    |    |    |
|  | 3.   | Aesernia             | 42 | 30 |   |   |   |    |    |    |
|  | 4.   | Maddalonese          | 37 | 30 |   |   |   |    |    |    |
|  | 5.   | Acerrana             | 33 | 30 |   |   |   |    |    |    |
|  | 6.   | Virtus Afragolese    | 32 | 30 |   |   |   |    |    |    |
|  | 7.   | Sporting Club Aversa | 29 | 30 |   |   |   |    |    |    |
|  | 8.   | Sant'Anastasia       | 29 | 30 |   |   |   |    |    |    |
|  | 9.   | Marcianise           | 29 | 30 |   |   |   |    |    |    |
|  | 10.  | Mondragonese         | 27 | 30 |   |   |   |    |    |    |
|  | 11.  | Pomigliano           | 25 | 30 |   |   |   |    |    |    |
|  | 12.  | Cervinara            | 25 | 30 |   |   |   |    |    |    |
|  | 13.  | Succivo              | 25 | 30 |   |   |   |    |    |    |
|  | 14.  | Spienzia             | 22 | 30 |   |   |   |    |    |    |
|  | 15.  | Portico              | 20 | 30 |   |   |   |    |    |    |
|  | 16.  | Montesarchio         | 14 | 30 |   |   |   |    |    |    |

## Girone B

### Squadre partecipanti
| Club                   | Città (provincia)          | Stadio | Stagione precedente |
| ---------------------- | -------------------------- | ------ | ------------------- |
| U.S. Arzanese          | Arzano (NA)                |        |                     |
| A.C. Boschese          | Boscoreale (NA)            |        |                     |
| Pol. Boys Marano       | Marano di Napoli (NA)      |        |                     |
| S.S. Calcio Campania   | Napoli                     |        |                     |
| S.S.C. Colombo Olimpic | Napoli                     |        |                     |
| S.S. Ercolanese        | Ercolano (NA)              |        |                     |
| A.P. Forio             | Forio (NA)                 |        |                     |
| U.S. Nuova Vomero      | Napoli                     |        |                     |
| S.S. Portici           | Portici (NA)               |        |                     |
| S.S. Pro San Giorgio   | San Giorgio a Cremano (NA) |        |                     |
| A.C. Sanità            | Napoli                     |        |                     |
| A.S. Secondigliano     | Napoli                     |        |                     |
| U.P. Sibilla Bacoli    | Bacoli (NA)                |        |                     |
| G.S. Soccavo           | Napoli                     |        |                     |
| U.S. Trecase           | Trecase (NA)               |        |                     |
| S.S. Virtus Bagnolese  | Napoli                     |        |                     |

### Classifica finale
|  | Pos. | Squadra          | Pt | G  | V | N | P | GF | GS | DR |
|  | ---- | ---------------- | -- | -- | - | - | - | -- | -- | -- |
|  | 1.   | Ercolanese       | 52 | 30 |   |   |   |    |    |    |
|  | 2.   | Arzanese         | 50 | 30 |   |   |   |    |    |    |
|  | 3.   | Campania         | 38 | 30 |   |   |   |    |    |    |
|  | 4.   | Portici          | 35 | 30 |   |   |   |    |    |    |
|  | 5.   | Trecase          | 31 | 30 |   |   |   |    |    |    |
|  | 6.   | Soccavo          | 30 | 30 |   |   |   |    |    |    |
|  | 7.   | Secondigliano    | 30 | 30 |   |   |   |    |    |    |
|  | 8.   | Sanità           | 30 | 30 |   |   |   |    |    |    |
|  | 9.   | Forio            | 29 | 30 |   |   |   |    |    |    |
|  | 10.  | Nuova Vomero     | 28 | 30 |   |   |   |    |    |    |
|  | 11.  | Sibilla Bacoli   | 24 | 30 |   |   |   |    |    |    |
|  | 12.  | Boschese         | 24 | 30 |   |   |   |    |    |    |
|  | 13.  | Boys Marano      | 24 | 30 |   |   |   |    |    |    |
|  | 14.  | Virtus Bagnolese | 20 | 30 |   |   |   |    |    |    |
|  | 15.  | Pro San Giorgio  | 18 | 30 |   |   |   |    |    |    |
|  | 16.  | Colombo Olimpic  | 17 | 30 |   |   |   |    |    |    |

## Girone C

### Squadre partecipanti
| Club                        | Città (provincia)           | Stadio | Stagione precedente |
| --------------------------- | --------------------------- | ------ | ------------------- |
| U.S. Agerolamalfi           | Agerola (NA)                |        |                     |
| U.S. Agropoli               | Agropoli (SA)               |        |                     |
| U.S. Angri                  | Angri (SA)                  |        |                     |
| U.S. Ariano Valle Ufita     | Ariano Irpino (AV)          |        |                     |
| U.S. Battipagliese          | Battipaglia (SA)            |        |                     |
| A.C. Ebolitana              | Eboli (SA)                  |        |                     |
| S.S. El Gragnano            | Gragnano (NA)               |        |                     |
| U.S. Felice Scandone        | Montella (AV)               |        |                     |
| A.S. Montecorvino           | Montecorvino Rovella (SA)   |        |                     |
| Pol. Pontecagnano Faiano    | Pontecagnano Faiano (SA)    |        |                     |
| U.S. Poseidon               | Capaccio (SA)               |        |                     |
| S.C. Pro Poggiomarino       | Poggiomarino (NA)           |        |                     |
| S.C. Sangiuseppese          | San Giuseppe Vesuviano (NA) |        |                     |
| Pol. Sapri Golfo Policastro | Sapri (SA)                  |        |                     |
| S.C. Sarnese                | Sarno (SA)                  |        |                     |
| A.C. Vietriraito            | Vietri sul Mare (SA)        |        |                     |

### Classifica finale
|  | Pos. | Squadra                | Pt | G  | V | N | P | GF | GS | DR |
|  | ---- | ---------------------- | -- | -- | - | - | - | -- | -- | -- |
|  | 1.   | Sangiuseppese          | 43 | 30 |   |   |   |    |    |    |
|  | 2.   | Poseidon               | 39 | 30 |   |   |   |    |    |    |
|  | 3.   | Angri                  | 39 | 30 |   |   |   |    |    |    |
|  | 4.   | Sapri Golfo Policastro | 36 | 30 |   |   |   |    |    |    |
|  | 5.   | Agropoli               | 35 | 30 |   |   |   |    |    |    |
|  | 6.   | Ariano Valle Ufita     | 33 | 30 |   |   |   |    |    |    |
|  | 7.   | Vietriraito            | 30 | 30 |   |   |   |    |    |    |
|  | 8.   | Battipagliese          | 30 | 30 |   |   |   |    |    |    |
|  | 9.   | Pro Poggiomarino       | 30 | 30 |   |   |   |    |    |    |
|  | 10.  | Ebolitana              | 28 | 30 |   |   |   |    |    |    |
|  | 11.  | Montecorvino           | 27 | 30 |   |   |   |    |    |    |
|  | 12.  | Sarnese                | 27 | 30 |   |   |   |    |    |    |
|  | 13.  | Pontecagnano Faiano    | 26 | 30 |   |   |   |    |    |    |
|  | 14.  | Felice Scandone        | 26 | 30 |   |   |   |    |    |    |
|  | 15.  | Agerolamalfi           | 24 | 30 |   |   |   |    |    |    |
|  | 16.  | El Gragnano            | 6  | 30 |   |   |   |    |    |    |

## Spareggi promozione
Spareggi promozione tra le prime classificate
| Squadra          | P.ti | G | V | N | P | GF | GS | DR |
| ---------------- | ---- | - | - | - | - | -- | -- | -- |
| 1. Ercolanese    | 3    | 2 | 1 | 1 | 0 | 2  | 1  | +1 |
| 2. Frattese      | 2    | 2 | 0 | 2 | 0 | 2  | 2  | 0  |
| 3. Sangiuseppese | 1    | 2 | 0 | 1 | 1 | 1  | 2  | -1 |

| Napoli 11 - 06 - 1978 | Frattese | 1 – 1 | Ercolanese | Stadio San Paolo |

| Napoli 04 - 06 - 1978 | Ercolanese | 1 – 0 | Sangiuseppese | Stadio San Paolo |

| Napoli 18 - 06 - 1978 | Sangiuseppese | 1 – 1 | Frattese | Stadio San Paolo |

## Verdetti finali
- Ercolanese e Frattese sono promosse al Campionato Serie D 1978-79